# 마장구

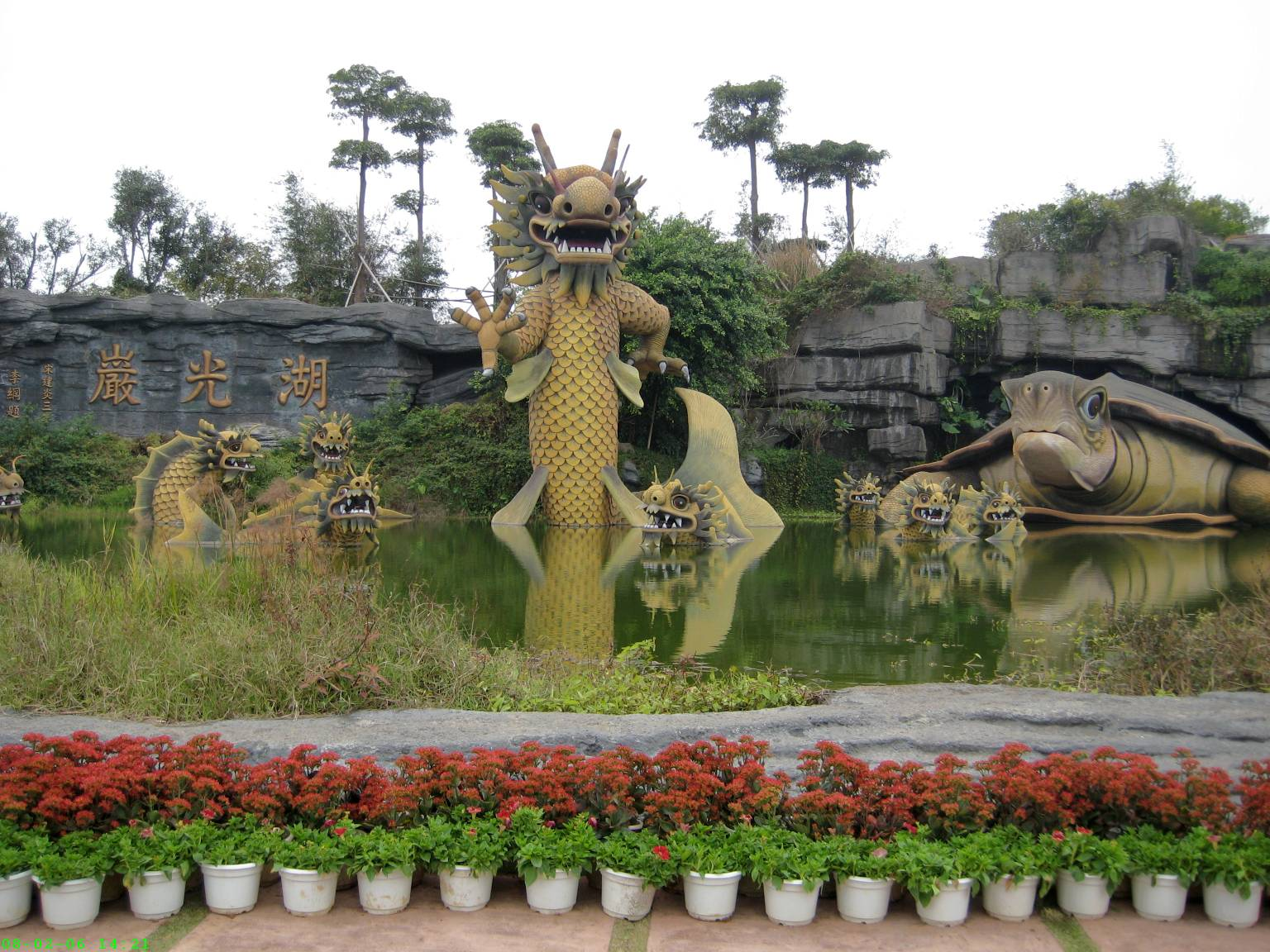

마장구(한국어: 마장구, 중국어: 麻章区, 병음: Mázhāng Qū)는 중화인민공화국 광둥성 잔장 시의 현급 행정구역이다. 넓이는 769km2이고, 인구는 2007년 기준으로 480,000명이다.

## 행정 구역
7개 진을 관할한다.
- 진: 麻章镇, 太平镇, 湖光镇, 东山镇, 东简镇, 民安镇, 硇洲镇.